# Tournoi de clôture du championnat du Paraguay de football 2014
Navigation
Tournoi précédent Tournoi suivant
Le tournoi de clôture de la saison 2014 du Championnat du Paraguay de football est le second tournoi semestriel de la cent-quatrième saison du championnat de première division au Paraguay. Les douze clubs participants sont réunis au sein d'une poule unique où ils affrontent leurs adversaires deux fois, à domicile et à l'extérieur. À l’issue du tournoi, un classement cumulé des trois dernières années permet de déterminer les deux clubs relégués en deuxième division.
C'est le Club Libertad, tenant du titre, qui remporte à nouveau le tournoi après avoir terminé en tête du classement final, avec deux points d'avance sur Cerro Porteño et cinq sur le Club Guaraní. C'est le dix-huitième titre de champion du Paraguay de l'histoire du club.

## Qualifications continentales
Le vainqueur du tournoi Clôture est qualifié pour la Copa Libertadores 2015. De plus, un classement cumulé des deux tournois de la saison permet d’attribuer la troisième place en Copa Libertadores et les quatre clubs qualifiés pour la Copa Sudamericana 2015.

## Les clubs participants
| - Club Libertad - Club Nacional - Cerro Porteño - Club Guaraní - 12 de Octubre FC - Club Sol de América | - Club Atlético 3 de Febrero - Club Olimpia - Club Deportivo Capiatá - Club General Díaz - Club Sport Colombia - Club Rubio Ñu |

## Compétition
Le barème utilisé pour établir le classement est le suivant :
- Victoire : 3 points
- Match nul : 1 point
- Défaite : 0 point

### Classement
| Rang | Équipe                     | Pts | J  | G  | N | P  | Bp | Bc | Diff |
| ---- | -------------------------- | --- | -- | -- | - | -- | -- | -- | ---- |
| 1    | Club LibertadT             | 46  | 22 | 14 | 4 | 4  | 41 | 18 | +23  |
| 2    | Cerro Porteño              | 44  | 22 | 13 | 5 | 4  | 43 | 20 | +23  |
| 3    | Club Guaraní               | 41  | 22 | 12 | 5 | 5  | 49 | 29 | +20  |
| 4    | Club Sportivo Luqueño      | 35  | 22 | 9  | 8 | 5  | 24 | 23 | +1   |
| 5    | Club Nacional              | 32  | 22 | 9  | 5 | 8  | 18 | 19 | -1   |
| 6    | Club Olimpia               | 30  | 22 | 8  | 6 | 8  | 28 | 24 | +4   |
| 7    | Club General Díaz          | 29  | 22 | 8  | 5 | 9  | 26 | 33 | -7   |
| 8    | Club Atlético 3 de Febrero | 25  | 22 | 7  | 4 | 11 | 22 | 35 | -13  |
| 9    | Club Sol de América        | 24  | 22 | 6  | 6 | 10 | 24 | 32 | -8   |
| 10   | Club Deportivo Capiatá     | 21  | 22 | 5  | 6 | 11 | 22 | 34 | -12  |
| 11   | Club Rubio Ñu              | 20  | 22 | 4  | 8 | 10 | 21 | 33 | -12  |
| 12   | 12 de Octubre FC           | 16  | 22 | 4  | 4 | 14 | 23 | 41 | -18  |

|  | Qualification pour la Copa Libertadores 2015 |
|  | T : Tenant du titre                          |

### Classements cumulés
| Rang | Équipe                     | Pts | J  | G  | N  | P  | Bp  | Bc | Diff |
| ---- | -------------------------- | --- | -- | -- | -- | -- | --- | -- | ---- |
| 1    | Club Libertad Ouv Clo      | 96  | 44 | 29 | 9  | 6  | 82  | 35 | +47  |
| 2    | Club Guaraní               | 87  | 44 | 26 | 9  | 9  | 105 | 60 | +45  |
| 3    | Cerro Porteño              | 75  | 44 | 21 | 12 | 11 | 92  | 58 | +34  |
| 4    | Club Olimpia               | 63  | 44 | 17 | 12 | 15 | 60  | 50 | +10  |
| 5    | Club Sportivo Luqueño      | 63  | 44 | 15 | 18 | 11 | 47  | 48 | -1   |
| 6    | Club Nacional              | 62  | 44 | 17 | 11 | 16 | 44  | 46 | -2   |
| 7    | Club Sol de América        | 55  | 44 | 13 | 16 | 15 | 60  | 63 | -3   |
| 8    | Club Rubio Ñu              | 50  | 44 | 12 | 14 | 18 | 59  | 70 | -11  |
| 9    | Club General Díaz          | 48  | 44 | 12 | 12 | 20 | 45  | 67 | -22  |
| 10   | Club Deportivo Capiatá     | 47  | 44 | 11 | 14 | 19 | 44  | 71 | -27  |
| 11   | Club Atlético 3 de Febrero | 39  | 44 | 9  | 12 | 23 | 44  | 79 | -35  |
| 12   | 12 de Octubre FC           | 31  | 44 | 6  | 13 | 25 | 44  | 79 | -35  |

| Rang | Équipe                     | Pts   | J   | G | N | P | Bp | Bc | Diff |
| ---- | -------------------------- | ----- | --- | - | - | - | -- | -- | ---- |
| 1    | Club Libertad              | 1,985 | 132 |   |   |   |    |    |      |
| 2    | Cerro Porteño              | 1,879 | 132 |   |   |   |    |    |      |
| 3    | Club Guaraní               | 1,795 | 132 |   |   |   |    |    |      |
| 4    | Club Nacional              | 1,651 | 132 |   |   |   |    |    |      |
| 5    | Club Olimpia               | 1,492 | 132 |   |   |   |    |    |      |
| 6    | Club Sportivo Luqueño      | 1,333 | 132 |   |   |   |    |    |      |
| 7    | Club Deportivo Capiatá     | 1,273 | 88  |   |   |   |    |    |      |
| 8    | Club General Díaz          | 1,239 | 88  |   |   |   |    |    |      |
| 9    | Club Sol de América        | 1,22  | 132 |   |   |   |    |    |      |
| 10   | Club Rubio Ñu              | 1,030 | 132 |   |   |   |    |    |      |
| 11   | Club Atlético 3 de Febrero | 0,886 | 44  |   |   |   |    |    |      |
| 12   | 12 de Octubre FC           | 0,704 | 44  |   |   |   |    |    |      |

## Bilan de la saison
| Championnat du Paraguay de football 2014 |                            |
| Champion                                 | Club Libertad (18e titre)  |
| Qualifications continentales             |                            |
| Copa Libertadores 2015                   | Club Libertad              |
| Copa Libertadores 2015                   | Club Guaraní               |
| Copa Libertadores 2015                   | Cerro Porteño              |
| Copa Sudamericana 2015                   | Club Libertad              |
| Copa Sudamericana 2015                   | Club Olimpia               |
| Copa Sudamericana 2015                   | Club Sportivo Luqueño      |
| Copa Sudamericana 2015                   | Club Nacional              |
| Promotions et relégations                |                            |
| Promus en Primera División               | Club Deportivo Santaní     |
| Promus en Primera División               | Club Sportivo San Lorenzo  |
| Relégués en División Intermedia          | Club Atlético 3 de Febrero |
| Relégués en División Intermedia          | 12 de Octubre FC           |